# Arizona State Route 202
Arizona State Route 202 ist ein abschnittsweise gebauter Highway im US-Bundesstaat Arizona.
Der Highway beginnt an der Interstate 10 und der Arizona State Route 51 in Phoenix und endet in Chandler an der Interstate 10. Er dient als Umgehungsstraße im Großraum von Phoenix, der Hauptstadt von Arizona. Dabei trifft er auf die Städte Tempe, Mesa und Gilbert. Nach der Fertigstellung kann er in die drei Abschnitte Red Mountain Freeway, Santan Freeway und South Mountain Freeway eingeteilt werden. 

## Verlauf
Der Red Mountain Freeway führt von der I-10/AZ 51 bis zur US 60 und durchquert die Orte Tempe und Mesa. Der Abschnitt von der Higley Road bis zur Power Road wurde im Juni 2005 fertiggestellt. Momentan endet die AZ 202 an der Power Road, der das letzte Teilstück bis zur University Drive erst Ende 2008 eröffnet wird. Ein drei Meilen langes Stück von der University Road bis zur US 60 wurde Ende Juni 2007 für den Verkehr freigegeben.
Der Santan Freeway beginnt an der US 60 und führt durch die Städte Mesa, Gilbert, Chandler und zurück bis zur I-10. Der letzte Abschnitt des Freeways wurde im Juni 2006 eröffnet.
Der South Mountain Freeway ist ein geplanter Abschnitt, der von der I-10 bis in den Westen von Phoenix führen soll. Nach aktuellen Planungen soll der dringend benötigte Teil Ende 2013 fertiggestellt sein.